# Zafír – Egy rejtett szerelmi történet
A Zafír – Egy rejtett szerelmi történet (eredeti cím: Safir) egy 2023 és 2024 között bemutatott török televíziós sorozat, melynek főszereplői Az ígéret című sorozatból ismert Özge Yağız, a Szerelem és más bajok című sorozatból ismert İlhan Şen és Burak Berkay Akgül.
Törökországban 2023. szeptember 4-től 2024. február 26-ig sugározta az ATV, Magyarországon 2024. szeptember 27-e és 2025. február 12. között sugározta a TV2.
TV2 minden hétköznap 15.40. Kor vetítette 

## Történet
Kappadókia vidékén élő Gülsoy család ismét teljes lesz, miután a legidősebb fiú, Ateş visszatér külföldről. Apai nagyapjuk szigorú keretek közé igyekszik szorítani unokáit, így a tervek szerint ő veszi át a családi új vállalkozásának irányítását. Eközben fiatalabb testvérének Yamannak egészen más céljai vannak: titkon szerelmes az őket szolgáló család lányába, Feraye-ba, és készen áll felvállalni kapcsolatukat.

## Szereplők és magyar hangjaik
| Szereplő neve        | Színész            | Magyar hangja       |
| -------------------- | ------------------ | ------------------- |
| Ateş Gülsoy          | İlhan Şen          | Szabó Máté          |
| Feraye Yılmaz Gülsoy | Özge Yağız         | Gyöngy Zsuzsa       |
| Yaman Gülsoy         | Burak Berkay Akgül | Kékesi Gábor        |
| Vural Bakırcıoğlu    | Erkan Bektaş       | Kőszegi Ákos        |
| Ömer Gülsoy          | Müfit Kayacan      | Kajtár Róbert       |
| Cemile Yılmaz        | Nur Yazar          | Pap Katalin         |
| Okan Gülsoy          | Can Bartu Arslan   | Czető Ádám          |
| Aleyna Gülsoy        | Gizem Sevim        | Tamási Nikolett     |
| Çetin Yılmaz         | Münir Can Cindoruk | Juhász Zoltán       |
| Muhsin Yılmaz        | Serdar Bordanacı   | Imre István         |
| Nesrin Yılmaz        | Sevda Baş          | Nemes Takách Kata   |
| Bade Bakırcıoğlu     | Selin Işık         | Kuna Kata           |
| Bekir                | Serkan Taştemur    | Petridisz Hrisztosz |
| Hazal                | İlda Özgürel       | Laudon Andrea       |
| Gülfem Gülsoy        | İpek Tuzcuoğlu     | Farkasinszky Edit   |
| Bora Bakırcıoğlu     | Efe Taşdelen       | Kuttner Bálint      |
| Güneş Açıkalın       | Gizem Karaca       | Kelemen Kata        |

## Évados áttekintés
| Évad | Évad | Epizódok | Epizódok | Eredeti sugárzás    | Eredeti sugárzás  | Eredeti sugárzás | Magyar sugárzás      | Magyar sugárzás   | Magyar sugárzás |
| Évad | Évad | Török    | Magyar   | Évadpremier         | Évadfinálé        | Adó              | Évadpremier          | Évadfinálé        | Adó             |
| ---- | ---- | -------- | -------- | ------------------- | ----------------- | ---------------- | -------------------- | ----------------- | --------------- |
|      | 1.   | 26       | 89       | 2023. szeptember 4. | 2024. február 26. |                  | 2024. szeptember 27. | 2025. február 12. |                 |

## Magyar stáb
- Magyar szöveg: Bordács-Szilas Ildikó
- Hangmérnök: Lang András
- Vágó: Győrösi Gabriella
- Gyártásvezető: Masoll Ildikó
- Szinkronrendező: Bárány Emese
- Produkciós vezető: Komlósi Gergő

A szinkront a TV2 Média Csoport megbízásából a Direct Dub Studios készítette.